# Vigsø (ø)
 For alternative betydninger, se Vigsø. (Se også artikler, som begynder med Vigsø)
Vigsø er en lille ubeboet ø i Smålandsfarvandet nordøst for Lolland.
Siden 1983 har Vigsø været vildtreservat, og øen er et vigtigt ynglested for mange forskellige fuglearter.